# Soči, Rusija
Soči (rusko Со́чи) je rusko pristaniško in letoviško mesto, ki leži ob severni obali Črnega morja ter pod kavkaškim gorovjem v Krasnodarskem okraju.
V mestu danes živi približno 340.000 prebivalcev. Glavna gospodarska dejavnost je turizem (poleti morski turizem, pozimi smučarski turizem).
Mesto, ustanovljeno leta 1864, se je naglo začelo razvijati v času Stalinove vladavine, ki je imel tam svojo podeželsko hišo, danes priljubljeno turistično točko. Mesto je pobrateno z ameriškim mestom Long Beach, italijanskim mestom Rimini, turškim mestom Trabzon...

## Šport
V mestu deluje teniška šola, iz katere sta izšla mdr. Jevgenij Kafelnikov in Marija Šarapova. V Sočiju bo imela svojo pripravljalno bazo ruska nogometna reprezentanca.
Soči je bil gostitelj zimskih olimpijskih iger leta 2014.